# Echinorhynchus cestodicola
Echinorhynchus cestodicola is een soort haakworm uit het geslacht Echinorhynchus. De worm behoort tot de familie Echinorhynchidae. Echinorhynchus cestodicola werd in 1905 beschreven door O. Linstow.